# Hannes Hempel
Hannes Hempel (* 6. Oktober 1973 in Klagenfurt) ist ein ehemaliger österreichischer Radrennfahrer und dreifacher Österreichischer Staatsmeister (1993, 1999), der in der Folge noch für einige Jahre als Triathlon-Profi aktiv war. Er wird in der Bestenliste Österreicher Triathleten auf der Ironman-Distanz geführt.

## Werdegang

### Radsport bis 2003
Hannes Hempel ist dreifacher Österreichischer Staatsmeister (1993, 1999) und gewann zwei Etappen bei der Österreich-Rundfahrt (1994, 2002). Er war Bergkönig vieler internationaler Rundfahrten und wurde 2000 als einer der besten Bergfahrer der Welt ausgezeichnet. Die Österreich-Rundfahrt verlor er 2000 gegen Georg Totschnig nur knapp.
Ab 2001 war er im deutschen Team Gerolsteiner unter Vertrag aber seine Karriere scheiterte an seiner Flugangst.

### Leichtathletik und Triathlon seit 2006
2003 beendete Hempel seine Karriere als Radsportler und wechselte in die Kärntner Landesregierung, blieb aber dem Radsport als Co-Kommentator beim ORF erhalten.
Hannes Hempel entwickelte sich zu einem hervorragenden Läufer und belegte bei den Österreichischen Halbmarathon-Staatsmeisterschaften 2006 den 19. Platz mit einer Zeit von 1:13:59 Stunden.
Als Triathlet belegte Hannes Hempel über die Langdistanz (3,86 km Schwimmen, 180,2 km Radfahren, 42,195 km Laufen) beim Ironman Austria 2007 den achten Platz und wurde im darauffolgenden Jahr Dritter. Er startete mit Profi-Lizenz im Österreichischen Triathlonverband und für den Verein HSV Triathlon Kärnten.

### Doping-Affäre 2009
Im laufenden Doping-Verfahren gegen Bernhard Kohl gab dieser an, von Hannes Hempel das EPO-Mittel CERA erhalten zu haben. Weiters gab Lisa Hütthaler vor Gericht an, Hannes Hempel hätte ihr geraten, eine Labormitarbeiterin in Seibersdorf zu bestechen. Das Strafverfahren gegen Hempel wurde von der Staatsanwaltschaft Wiener Neustadt eingestellt, und am 29. Juli 2009 gab die NADA bekannt, dass ein Dopingverfahren gegen Hannes Hempel eingeleitet worden sei. Am 15. Juni 2010 wurde Hannes Hempel von der NADA rückwirkend ab Mai 2008 für vier Jahre gesperrt. Hempel kündigte an, gegen die Sperre berufen zu wollen. Die Sperre wurde von der NADA am 10. Januar 2012 um vier Monate verkürzt, nachdem Hempel mit den Behörden kooperiert hatte.
Am 25. April 2013 wurde verlautbart, dass Hannes Hempel bei einer Trainingskontrolle vom 8. März positiv auf Testosteron getestet worden sei. In der Folge verzichtete er auf die Öffnung der B-Probe und erklärte seinen Rücktritt vom Profisport. Im Oktober wurde er daraufhin lebenslang gesperrt.

### Unternehmer seit 2014
Von Oktober 2014 bis 2017 arbeitet Hannes Hempel für die Firma Look Cycle als Sales Manager in Österreich. Im März 2017 gründete er gemeinsam mit dem Kärntner Unternehmer Franz Petschnig (Globo Lighting) die Marke BärenBikes, welche E-Bikes produziert.

## Sportliche Erfolge
| Datum/Jahr   | Rang | Wettbewerb               | Austragungsort | Zeit     | Bemerkung                                            |
| ------------ | ---- | ------------------------ | -------------- | -------- | ---------------------------------------------------- |
| 20. Mai 2012 | 36   | Ironman 70.3 Austria     | St. Pölten     | 04:18:48 |                                                      |
| 7. Juni 2009 | 1    | UPC Klagenfurt Triathlon | Klagenfurt     | 02:01:03 |                                                      |
| 24. Mai 2009 | 22   | Ironman 70.3 Austria     | St. Pölten     | 04:06:20 |                                                      |
| 7. Sep. 2008 | 17   | Ironman 70.3 Monaco      | Monaco         | 04:26:45 |                                                      |
| 2. Sep. 2007 | 18   | Ironman 70.3 Monaco      | Monaco         | 04:32:21 | 1,9 km Schwimmen, 90 km Radfahren und 21,1 km Laufen |
| 2007         | 2    | UPC Klagenfurt Triathlon | Klagenfurt     |          |                                                      |

| Datum/Jahr    | Rang | Wettbewerb      | Austragungsort    | Zeit     | Bemerkung |
| ------------- | ---- | --------------- | ----------------- | -------- | --- |
| 8. Juli 2012  | DNF  | Ironman Germany | Frankfurt am Main | –        | Bei der Ironman-Europameisterschaft auf der Langdistanz musste Hempel beim Marathon auf Platz 10 liegend nach einem Muskelfasereinriss aufgegeben. |
| 5. Juli 2009  | 9    | Ironman Austria | Klagenfurt        | 08:29:37 | |
| 11. Okt. 2008 | DNF  | Ironman Hawaii  | Hawaii            | –        | Weltmeisterschaft |
| 13. Juli 2008 | 3    | Ironman Austria | Klagenfurt        | 08:16:56 | persönliche Bestzeit auf der Langdistanz |
| 8. Juli 2007  | 8    | Ironman Austria | Klagenfurt        | 08:37:37 | erster Start auf der Langdistanz (3,86 km Schwimmen, 180,2 km Radfahren und 42,195 km Laufen)                                                      |

| Datum/Jahr    | Rang | Wettbewerb                                    | Austragungsort | Zeit     | Bemerkung                    |
| ------------- | ---- | --------------------------------------------- | -------------- | -------- | ---------------------------- |
| 20. Apr. 2013 | 4    | ÖTRV Staatsmeisterschaft Duathlon Kurzdistanz | Mils           | 01:46:02 | Duathlon-Staatsmeisterschaft |
| 2006          | 3    | Austria Duathlon Cup                          | Schiefling     |          |                              |

| Datum/Jahr | Rang | Wettbewerb                                 | Austragungsort | Zeit | Bemerkung                                             |
| ---------- | ---- | ------------------------------------------ | -------------- | ---- | ----------------------------------------------------- |
| 2002       | 3    | Slowenien-Rundfahrt                        | Slowenien      |      |                                                       |
| 2002       | 3    | Kärnten-Rundfahrt                          | Osterreich     |      |                                                       |
| 2002       | 2    | Steiermark-Rundfahrt                       | Osterreich     |      |                                                       |
| 2002       | 5    | Österreich-Rundfahrt                       | Osterreich     |      | 5. Rang in der Gesamtwertung – hinter Gerrit Glomser  |
| 2001       | 23   | Giro d’Italia 2001                         | Italien        |      |                                                       |
| 2000       | 1    | Bayern-Rundfahrt                           | Deutschland    |      | Sieger in der Bergwertung                             |
| 2000       | 1    | Niedersachsen-Rundfahrt                    | Deutschland    |      | Sieger in der Bergwertung                             |
| 2000       | 2    | Österreich-Rundfahrt                       | Osterreich     |      | 2. Rang in der Gesamtwertung – hinter Georg Totschnig |
| 2000       | 2    | Uniqa Classic                              | Osterreich     |      |                                                       |
| 1999       | 1    | Niedersachsen-Rundfahrt                    | Deutschland    |      | Sieger in der Bergwertung                             |
| 1999       | 1    | Österreichische Straßen-Radmeisterschaften | Osterreich     |      | Straßenmeister                                        |

(DNF – Did Not Finish)

### Radfahren
- 2 Etappensiege bei der Österreich-Rundfahrt (Hintertuxer Gletscher 1994, Tamsweg 2002).
- Glocknerkönig 1999, Bergkönig Österreich-Rundfahrt 1999, Slowenien-Rundfahrt 2002, Internationale Friedensfahrt 1996, Rheinland-Pfalz-Rundfahrt 1999.
- 10. Platz Settimana Ciclistica Lombarda, 21. Platz Gent–Wevelgem, 3. Platz Trofeo Mallorca, 35. Platz Olympische Sommerspiele 1996 (Straßenrennen Elite).
- Hattrick Staatsmeister 1999, Mountainbike Staatsmeister 1993, Vizestaatsmeister Berg, Vizestaatsmeister Einzelzeitfahren, Vizestaatsmeister Straße.